# Židovská obec v Rakovníku

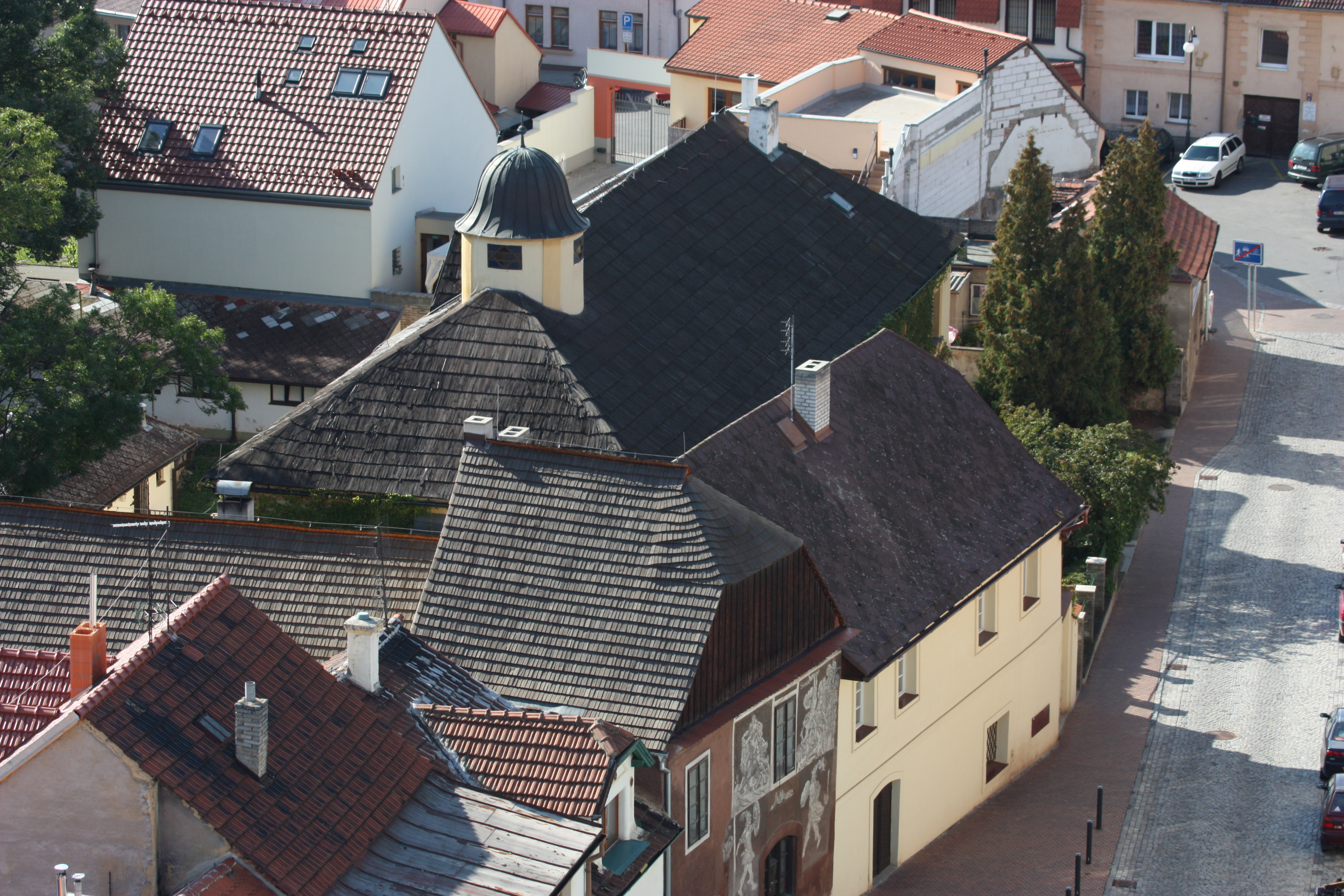
Synagoga v Rakovníku

Židovská obec v Rakovníku vznikla až ve druhé polovině 17. století, židovské osídlení Rakovníka je ale starší: první písemná zmínka o Židech pochází z roku 1441. V následujících letech se zde usadilo jen několik židovských rodin, v letech 1618 až 1621 do města přesídlily tři rodiny z nedaleké obce Senomaty. Během 17. století byla zřízena židovská obec, která byla oficiálně legalizována v roce 1796. Obec měla také vlastní synagogu a byl zde i krajský rabinát.
Počet Židů v Rakovníku se vyvíjelo takto:
| 1690 | 38 osob  |                    |
| 1724 | 7 rodin  |                    |
| 1830 | 14 rodin |                    |
| 1851 | 30 rodin |                    |
| 1900 | 329 osob | 5 % všech obyvatel |
| 1930 | 153 osob | 1 % všech obyvatel |

V roce 1942 byla celá židovská populace deportována do koncentračního tábora Terezín a poté do různých vyhlazovacích táborů. Po druhé světové válce už židovská obec obnovena nebyla.